# Callionymus beniteguri
 Callionymus beniteguri és una espècie de peix de la família dels cal·lionímids i de l'ordre dels cipriniformes que es troba al Japó i al mar de la Xina Oriental.